# Nzwani

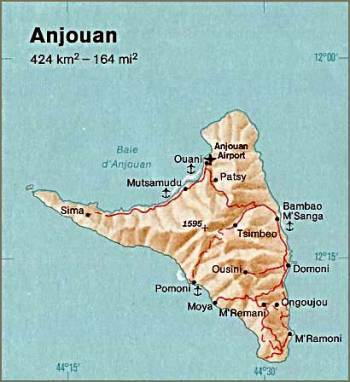
Mapa ostrova Nzwani

Vlajka anjouanských separatistů

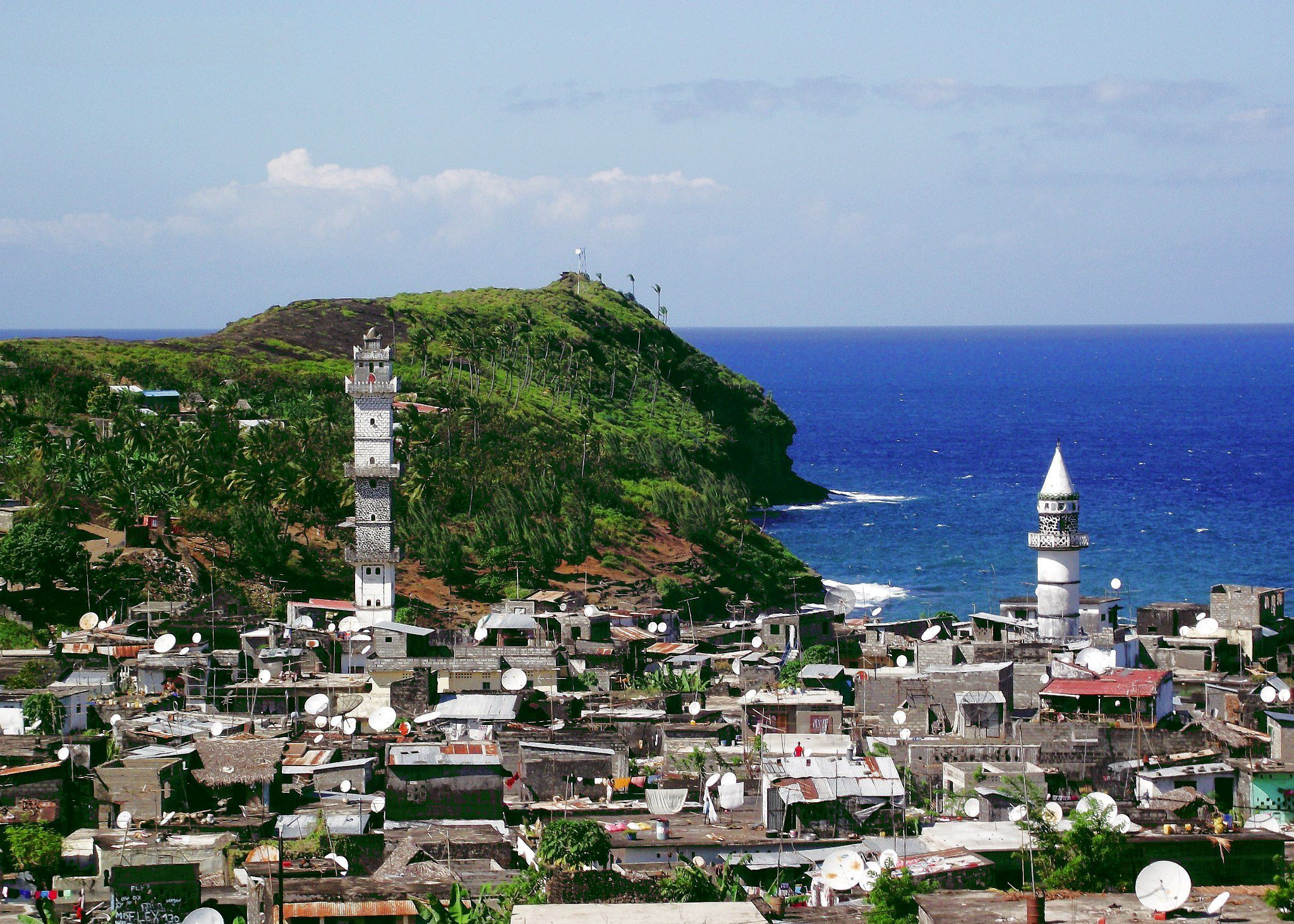
Mutsamudu

Nzwani (francouzský název Anjouan, odtud česky také Anžuan) je jeden ze tří ostrovů tvořících federativní republiku Komorský svaz. Má rozlohu 424 km² a žije zde přibližně 280 000 obyvatel (s více než šesti sty obyvateli na kilometr čtvereční je nejhustěji zalidněným komorským ostrovem). Jako ostatní ostrovy Komorského svazu patří do Komorského souostroví. Hlavním městem ostrova je Mutsamudu se zhruba 24 000 obyvateli. Administrativně se dělí na pět prefektur: Mutsamudu, Ouani, Domoni, Mrémani, Sima.
Ostrov má tropické klima, pobřeží tvoří pláže s černým pískem. Vnitrozemí je hornaté, nejvyšším bodem je Mont Ntrigui s 1 595 metry nad mořem. Kráterové jezero Dzalandzé je chráněným územím podle Ramsarské úmluvy. Pěstuje se kananga vonná, hřebíčkovec kořenný a různé tropické ovoce, rozšířen je rybolov. Endemickými druhy ostrova jsou výreček anjouanský (Otus capnodes) a krahujec Francesův anjouský (Accipiter francesii pusillus, pravděpodobně již vyhubený).
První písemná zmínka o domorodém sultanátu pochází z 16. století. V roce 1866 požádal místní vládce Saidi Abdallah bin Salim o francouzskou ochranu před nároky Zanzibarského sultanátu a Angličanů. V roce 1899 bylo zrušeno otrokářství. V roce 1912 se Nzwani stal se zbytkem Komor francouzskou kolonií. V roce 1974 hlasovali místní obyvatelé v referendu pro vytvoření nezávislého komorského státu, k němuž došlo o rok později.
Nzwani vyhlásil 2. srpna 1997 nezávislost na Komorách. Centrální vláda poslala na ostrov vojenské jednotky, které však byly odraženy. Nový stát požádal o připojení Francii s podobným statutem, jaký má sousední Mayotte, ale byl odmítnut. Žádný stát světa s ním také nenavázal diplomatické styky. Prvním prezidentem byl zvolen Foundi Abdallah Ibrahim, který byl svržen při státním převratu v srpnu 1999. Následovalo období krvavých bojů o moc. V březnu 2002 byla uzavřena dohoda, podle níž se Nzwani znovu připojil ke Komorám, zároveň dostal podle nové ústavy rozsáhlou vnitřní autonomii. V roce 2006 byl komorským prezidentem zvolen obyvatel Nzwani, muslimský klerik Ahmed Abdallah Mohamed Sambi.
V červnu 2007 se dostal nejvyšší představitel Nzwani Mohamed Bacar do sporu s centrální vládou a znovu vyhlásil nezávislost ostrova. Komorská vláda požádala o pomoc Africkou unii a v březnu 2008 došlo k mezinárodní invazi na Nzwani, která obnovila autoritu centrálních orgánů, Bacar byl svržen a uprchl na Réunion.
Nzwani je velmi chudá země, častým fenoménem je emigrace na bohatší ostrov Mayotte na tradičních člunech kwassa kwassa.